# Lawrence Bender

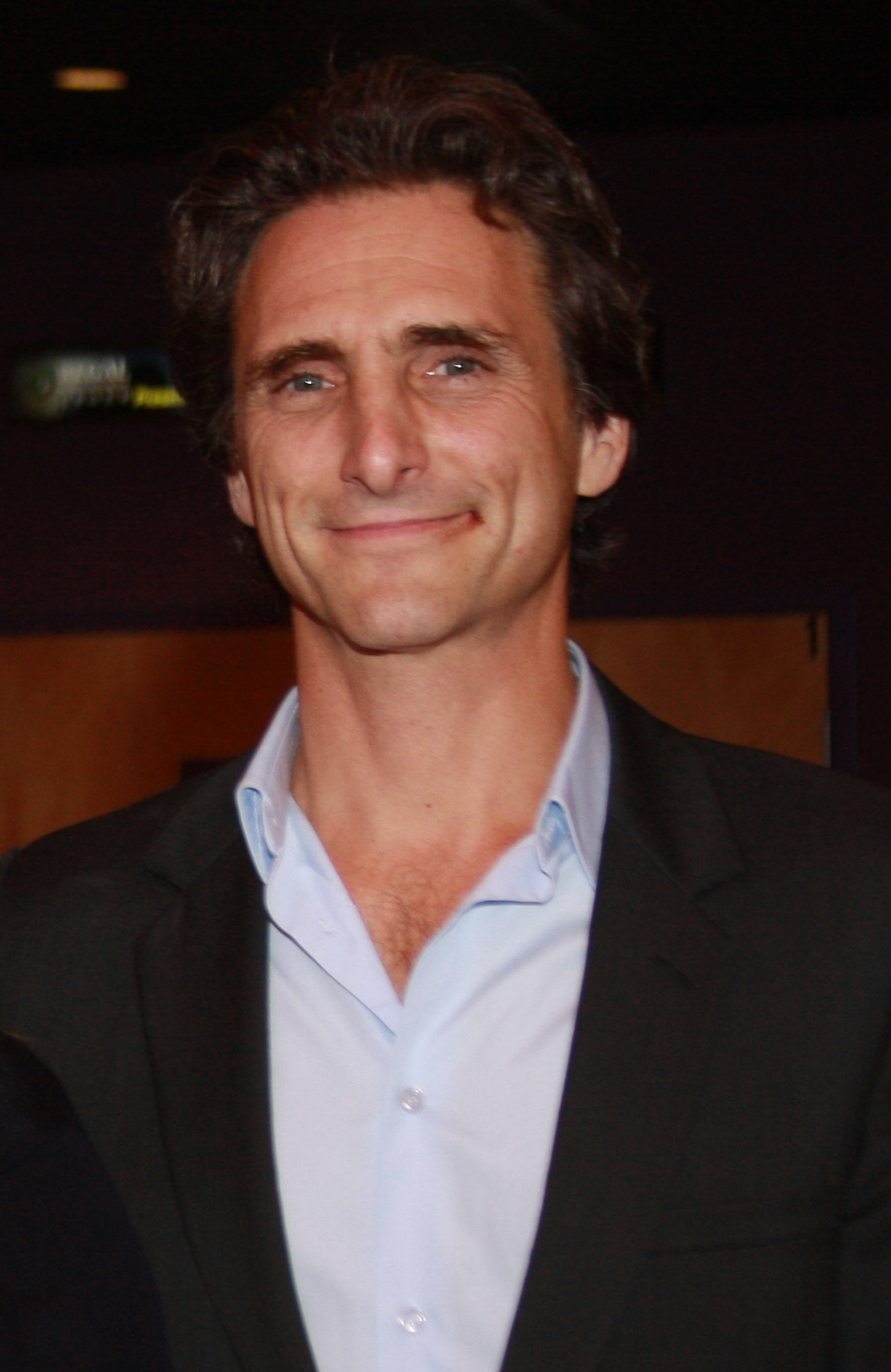
Lawrence Bender

Lawrence Bender (* 17. Oktober 1957 in der Bronx, New York City) ist ein US-amerikanischer Filmproduzent und Mitbegründer der Produktionsgesellschaft A Band Apart, zusammen mit Regisseur Quentin Tarantino.

## Leben
Bender wurde der breiten Öffentlichkeit bekannt als Produzent von Filmen wie Reservoir Dogs – Wilde Hunde, Pulp Fiction, und Good Will Hunting. Er hat in Hollywood, Kalifornien seine eigene Produktionsgesellschaft namens Lawrence Bender Productions.
Außerdem hatte Bender mehrmals kleine Cameo-Auftritte in Filmen, die er selbst produzierte, so z. B. den Polizisten, der in Reservoir Dogs – Wilde Hunde versucht Mr. Pink zu fassen, einen Kunden in der Restaurant-Szene von Pulp Fiction, einen Hotelsekretär in Kill Bill – Volume 2 und einen langhaarigen Yuppie in Four Rooms. Im Film Safe – Todsicher ist er gegen Ende des Films als Barkeeper zu sehen, der dem von Jason Statham gespielten Hauptdarsteller eine Gabel reicht, mit der dieser einen russischen Mafioso ersticht.
Seit Mai 2005 verfasst Bender regelmäßig Texte im Blog von The Huffington Post.
Für Pulp Fiction wurde Bender 1995 bei den Independent Spirit Awards in der Kategorie Best Feature ausgezeichnet. Des Weiteren wurde er für den Oscar nominiert.
Seit 2013 entwickelt Bender, der ehemaliger Balletttänzer ist, als Produzent gemeinsam mit der Drehbuchautorin Moira Walley-Beckett für den Kabelsender Starz Flesh and Bone, eine düstere Dramaserie über Ballett.
Bender ist unter anderem Mitglied des Council on Foreign Relations.

## Filmografie (Auswahl)
- 1989: Tale of Two Sisters
- 1989: Bloodnight (Intruder)
- 1992: Reservoir Dogs – Wilde Hunde (Reservoir Dogs)
- 1994: Fresh
- 1994: Pulp Fiction
- 1994: Killing Zoe
- 1995: Four Rooms
- 1995: Straße der Rache (White Man's Burden)
- 1996: Snakeland
- 1996: From Dusk Till Dawn
- 1997: Good Will Hunting
- 1997: Jackie Brown
- 1998: A Price Above Rubies
- 1999: From Dusk Till Dawn 2 – Texas Blood Money
- 1999: Anna und der König (Anna and the King)
- 2000: From Dusk Till Dawn 3 – The Hangman’s Daughter
- 2001: Anatomy of a Hate Crime (Fernsehfilm)
- 2001: The Mexican
- 2001: Knockaround Guys
- 2002: Lot in Oz (Fernsehfilm)
- 2002: Nancy Drew (Fernsehfilm)
- 2003: Kill Bill – Volume 1
- 2004: Dirty Dancing 2
- 2004: Mordmotiv: Rache (The Survivors Club, Fernsehfilm)
- 2004: Kill Bill – Volume 2
- 2004: Innocent Voices (Voces inocentes)
- 2004: Dr. Vegas (Fernsehserie, 2 Episoden)
- 2004: Earthsea – Die Saga von Erdsee (Earthsea, Fernsehfilm)
- 2005: Glück in kleinen Dosen (The Chumscrubber)
- 2005: Built or Bust (Fernsehserie)
- 2005: The Great Raid – Tag der Befreiung (The Great Raid)
- 2005: Goal – Lebe deinen Traum (Goal!)
- 2006: Eine unbequeme Wahrheit (An Inconvenient Truth)
- 2006: Flirt (Fernsehfilm)
- 2007: 88 Minuten
- 2008: Killshot
- 2009: Inglourious Basterds
- 2010: Countdown to Zero
- 2012: Safe – Todsicher (Safe)
- 2018: Greta
- 2019: Rocketman
- 2020: Capone
- 2020: Two Distant Strangers (Kurzfilm)
- 2021: The Harder They Fall